# Larsia berneri
Larsia berneri är en tvåvingeart som beskrevs av Beck 1966. Larsia berneri ingår i släktet Larsia och familjen fjädermyggor. Inga underarter finns listade i Catalogue of Life.